# 2004年夏季奥林匹克运动会苏里南代表团
苏里南共派出4名运动员参加了雅典举办的2004年夏季奥林匹克运动会。

## 各项目结果

### 田径
弗里斯德虽年近40，但作为2001年世锦赛的铜牌得主，她最终闯入女子800米半决赛，而同队的Sibe却在男子800米比赛中垫底。
男子800米:
- 科尔内利斯·西伯

- 第一轮 — 2:00.06 (→ 第九组第8名，总第72名，未晋级)

女子800米:
- 莱蒂蒂亚·弗里斯德

- 第一轮 — 2:01.70 (第三组第4名，总第15名，晋级)
- 半决赛 — 2:06.95 (→ 第三组第8名，总第24名，未晋级)

### 游泳
男子100米蝶泳:
- Gordon Touw Ngie Tjouw

- 热身赛 — 56.68秒 (→ 第51名，未晋级)

女子50米自由泳:
- Sade Daal

- 热身赛 — 29.27秒 (→ 第54名，未晋级)